# Huawei Ascend P2
Huawei Ascend P2 es una línea de teléfonos inteligentes desarrollada por Huawei que salió a la venta en los meses de enero y junio de 2013. Su Sistema Operativo es el 4.1.2 Jelly Bean sobre el cual está instalado de fábrica el software de interfaz de usuario Huawei Emotion UI, Versión 1.6.

## Características
Según el mercado al cual se haya dirigido, Huawei ha previsto dos modelos de esta línea tanto para redes GSM, como para LTE. Entre las características comunes de esta línea de dispositivos, se destacan su chipset Huawei Hi-Silicon K3V2 Balong V7R1 y un procesador de 4 núcleos, pantalla capacitiva LCD IPS de 4,7 pulgadas, con 720 x 1280 pixels de resolución y 16M de colores y una cámara trasera de 13 Megapíxeles con una resolución de 3264 x 2448 píxeles, que puede captar vídeo con resolución de 1080p a 30 imágenes por segundo y otra delantera de 1,3 Megapíxeles que tiene una resolución de 720p a idéntica velocidad de cuadros. Su capacidad de memoria ROM es de 16 GB, con memoria RAM de tecnología LPDDR2, la cual no se puede extender con módulos de memoria. Como otros teléfonos de la serie Ascend, pueden ser ejecutados programas en lenguaje Java, usando el emulador MIDP. Tiene conectividad Wi-Fi, Bluetooth, DLNA, USB, NFC y GPS.
Los dos modelos de esta serie operan en las cuatro bandas de frecuencias usadas en todas las redes GSM y maneja dos bandas de frecuencias para redes 3G de norma europea, a excepción del modelo P2-6011 que opera en las bandas 800, 1800, 2100 y 2600 MHz de tecnología LTE. Los dispositivos de esta línea tienen conectividad mediante Wi-Fi, Bluetooth y microUSB para transferencia de datos y carga de batería. Posee como sensores acelerómetro, sensor de proximidad, brújula y giroscopio. Es compatible con formatos estándar de audio y video, además de que posee un sintonizador de FM incorporado. A diferencia de otras series de teléfonos de la línea Ascend, esta utiliza una batería no removible de iones de Litio de 2420 mAh que permite tiempos de espera de  270 horas en redes LTE y 310 horas en redes 3G.